# Birkhof (Schernfeld)
Der Birkhof ist ein Gemeindeteil von Schernfeld im Landkreis Eichstätt im Regierungsbezirk Oberbayern.

## Lage
Das Dorf Birkhof liegt nordwestlich von Eichstätt und nordöstlich von Schernfeld auf der Hochfläche der Südlichen Frankenalb an der Staatsstraße 2047.

## Geschichte
1186 ist erstmals „Birchach“ erwähnt. 1211 schenkten die Schwestern Juta und Kunigundis ihr Erbgut dem Benediktinerinnenkloster St. Walburg in Eichstätt. Für das Kloster war der Birkhof bis zur Säkularisation ein wichtiger Grundbesitz. Hauptsächlich zur Deckung des Eigenbedarfs hielt hier das Kloster Kühe, Schweine und Schafe; außerdem gehörten Pferde und Zugochsen zum Hof. Die Kleinviehzucht des Hofes umfasste Enten, Tauben und Hühner. Der gute Ackerboden des Hofes diente zum Anbau von Getreide, Hülsenfrüchten, Krautköpfen und Hopfen. Im Jahresschnitt von 1792 bis 1801 lieferte der Birkhof dem Kloster außer dem Vieh circa 340 Metzen Weizen, 303 Metzen Korn, 450 Metzen Gerste, 300 Metzen Dinkel, 285 Metzen Hafer, 20 Metzen Erbsen, 10 Metzen Linsen, 5300 Stück Krautköpfe und 143 Pfund Hopfen. Weitere jährliche Erträge für das Kloster waren circa 350 Pfund Schmalz, 35 Pfund Butter, 30 Maß Milch und 1880 Eier. 
1602 wurde in einem Visitationsbericht festgehalten: „Auf dem Pürkhoff (gibt es) Meier und Meierin, Hirte, 2 Mägde, 17 Pferde, 4 Gespanne, 1 Reitpferd, 13 Kühe, ungefähr 5 Mastkühe zur Schlachtung; sie haben eine große Landwirtschaft, der Baumeister und der Richter sind jenen Dienstboten und Mägden vorgesetzt.“. Um 1800 wurde der Hof von etwa 12 Festbediensteten und einer unbekannten Zahl von Tagelöhnern bewirtschaftet; sie wurden überwiegend mit Naturalien entlohnt. Insgesamt wirtschaftete man mit dem Hof nicht sehr rentabel, weshalb er wohl zeitweilig verpachtet war; überliefert ist, dass manche Felder nur einmal in 15 Jahren gedüngt wurden und manche gar nicht.
Der Blutzehent des Birkhofs (in Form von Kleinvieh oder Jungtieren) ging am Ende des Alten Reiches an den katholischen Pfarrer in Rupertsbuch; der Birkhof gehörte kirchlich zur Pfarrei Rupertsbuch. Der dem Kloster zustehende Zehent von Sappenfeld, Rupertsbuch und Workerszell – unterschiedliche Anteile am jeweiligen Groß- und Kleinzehent – wurde auf dem Birkhof eingelegt. 
Infolge der Säkularisation wurde der Hof mit seinen 97 ½ Tagewerk Äckern und 30 ¾ Tagwerk Wiesen am 15./16. September 1806 unter der Leitung des Eichstätter königlichen Rentbeamten verkauft; die eingelegten Zehenten wurden am 25./26. November 1806 versteigert. Für den Erwerb des Birkhofs zahlte Anton Göldl aus Pietenfeld 10.820 Gulden. Damit erzielte der Birkhof das zweithöchste Verkaufsergebnis des ehemaligen Klosterbesitzes; nur die wesentlich größere Hofmark Gempfing des Klosters erbrachte einen höheren Verkaufserlös.
Während 1830 auf dem Birkhof fünf Personen wohnten, betrug die Einwohnerzahl 1912 30 und 1983 79.
Der Birkhof gehörte zur Gemeinde Sappenfeld und wurde mit dieser am 1. Januar 1971 in die Gemeinde Schernfeld eingegliedert.

## Baudenkmäler
In die amtliche Liste sind für das Dorf vier Denkmäler eingetragen:
- Hofkapelle von 1867, stark erneuert
- Inschriftentafel, bezeichnet mit dem Jahr 1724
- Massive Scheune aus dem 18. Jahrhundert
- Wegkreuz aus Gusseisen auf Steinsockel, Ende 19. Jahrhundert

Siehe Liste der Baudenkmäler in Birkhof

## Vereine
- Heimatverein Sappenfeld-Birkhof